# TSV Marktoberdorf
Der TSV Marktoberdorf ist ein Sportverein aus der Kreisstadt Marktoberdorf des Landkreises Ostallgäu im bayerischen Regierungsbezirk Schwaben.

## Geschichte
Der TSV Marktoberdorf besteht aus den Abteilungen Fußball, Leichtathletik, Handball, Moderner Fünfkampf, Schwimmen, Squash, Tennis, Tischtennis, Turnen und Gesundheitssport, Volleyball und Basketball. Dem TSVM gehörte in der Vergangenheit auch eine Eishockeymannschaft an, die in den 1980er Jahren in der vierthöchsten Spielklasse Deutschlands spielte. Die TSV-Handballer spielten von 1977 bis 1982 in der Bayernliga, die damals als dritthöchste Liga im deutschen Ligasystem eingestuft war.

## Eishockey
Die Sparte Eishockey hatte 1977 den Punktspielbetrieb in der Bayerischen-Landesliga des (BEV) aufgenommen. Bereits 1978 wurde die erste Meisterschaft der Landesliga Gruppe 4 erreicht. Im Jahr darauf gewann die Mannschaft die Bayerische Landesliga-Meisterschaft und sicherte sich damit den Aufstieg in die Bayernliga.
Zwei Jahre gab es Bayernliga-Eishockey in der Kreisstadt zu sehen, bis 1981 der Aufstieg in die Regionalliga gelang. Am Ende der Saison stand allerdings wieder der Abstieg fest. Ab dem Folgejahr wurde bis 1993/94 in der Bayerischen Landesliga gespielt. 1994 wurde der Punktspielbetrieb in der BLL eingestellt und die Eishockeymannschaft des TSV Marktoberdorf aus den Ligen des BEV zurückgezogen. In den letzten zwölf Spielzeiten konnte das Eishockeyteam des TSV noch 3 mal die Landesliga-Meisterschaft in der Gruppe IV gewinnen. Der EV Allgäu Amigos e. V. ist eine Hobbymannschaft, die heute in Marktoberdorf Eishockey spielt.

### Erfolge
- Aufstieg in die Regionalliga 1981
- Aufstieg in die Bayernliga 1979
- Bayerischer Landesliga-Meister 1979
- Bayr. Landesliga-Vizemeister Gr. IV. 1990, 1993
- Meister Bayerische-Landesliga
 Gruppe IV 1979, 1988. 1989, 1991

### Platzierungen
| Saisonbilanzen 1982 bis 1994 | Saisonbilanzen 1982 bis 1994 | Saisonbilanzen 1982 bis 1994 | Saisonbilanzen 1982 bis 1994 | Saisonbilanzen 1982 bis 1994 |
| Saison                       | Liga                         | Klasse                       | Vorrunde                     | Endrunde                     |
| ---------------------------- | ---------------------------- | ---------------------------- | ---------------------------- | ---------------------------- |
| 1977/78                      | BLL/Gr. 4                    | V I                          |                              | 3. Platz                     |
| 1978/79                      | BLL                          | V I                          | Meister                      | Aufstieg ↑                   |
| 1979/80                      | Bayernliga                   | V                            | 5. Platz                     |                              |
| 1980/81                      | Bayernliga                   | V                            | 4. Platz                     | Aufstieg ↑                   |
| 1981/82                      | RL-Süd                       | I V                          | 10. Platz                    | Abstieg ↓                    |
| 82/83–83/84                  | BLL                          | V I                          |                              | Klassenerhalt                |
| 1984/85                      | BLL/Gr. 4                    | V I                          | 6. Platz                     |                              |
| 1985/86                      | BLL/Gr. 4                    | V I                          | 5. Platz                     |                              |
| 1986/87                      | BLL/Gr. 4                    | V I                          | 4. Platz                     |                              |
| 1987/88                      | BLL/Gr. 4                    | V I                          | Meister                      |                              |
| 1988/89                      | BLL/Gr. 4                    | V I                          | Meister                      |                              |
| 1989/90                      | BLL/Gr. 4                    | V I                          | Vizemeister                  |                              |
| 1990/91                      | BLL/Gr. 4                    | V I                          | Meister                      |                              |
| 1991/92                      | BLL/Gr. 4                    | V I                          | 6. Platz                     |                              |
| 1992/93                      | BLL/Gr. 4                    | V I                          | Vizemeister                  | 4. Platz                     |
| 1993/94                      | BLL/Gr. 4                    | V I                          | 8. Platz                     | Rückzug ↓                    |

Quellen: passionhockey.com; rodi-db.de

## Handball
Die Handballabteilung des TSV Marktoberdorf bildet seit 2015/16 eine Spielgemeinschaft mit dem TSV Biessenhofen unter dem Namen SG Biessenhofen-Marktoberdorf. Die SG nimmt mit zwei Männermannschaften, einem Frauenteam und acht Nachwuchsmannschaften am Spielbetrieb des Bayerischen Handballverbandes (BHV) teil. Das 1. Frauenteam spielt 2023/24 in der fünftklassigen Landesliga Süd und die 1. Männermannschaft in der Bezirksliga (Alpenvorland).

### Erfolge
- 1977 Aufstieg in die Handball-Bayernliga (3. Liga)
- 1977 Südbayerischer Meister (BLL-Süd 4. Liga)

Frauen
- 2013 Aufstieg in die Handball-Landesliga Bayern
- 2013 Alpenvorlandmeister

#### Spielerpersönlichkeit
- Melani Mitsch (Nationalspielerin)